# 뒷실젖거미아목
뒷실젖거미아목(Opisthothelae)은 거미목 거미 중 옛실젖거미아목이 아닌 거미이다.

## 하위 분류
- 원실젖거미하목 (Mygalomorphae)
- 새실젖거미하목 (Araneomorphae)